# 張明右
張明右（1990年4月2日—），臺灣紀錄片導演。畢業於國立臺灣藝術大學電影學系研究所，作品《從那天起 我們開始哭泣》獲邀參加2022年金馬獎司法影展，並入圍2023台北電影獎最佳紀錄片。作品《回家的理由》榮獲2019年香港國際紀錄片電影節華語長片組亞軍，並入圍2020年台北電影獎最佳紀錄片、入圍美國聖地牙哥紀錄片影展、GZDOC金紅棉影展等等國內外影展。
並於2018年成立翼手龍整合行銷有限公司，專職影片製作、企業形象、品牌廣告，並推動「公益影像計畫」協助公益團體進行影像行銷。

## 作品

### 紀錄片
- 2012年 小步舞曲
- 2014年 自我介紹
- 2019年 何處惹塵埃
- 2020年 回家的理由
- 2022年 從那天起我們開始哭泣

### 網路節目
- 2019年 羅瑟琳的人生拉力賽

## 得獎紀錄
| 年份   | 頒獎典禮                                   | 獎項                  | 影片                     | 結果     | 參考  |
| ------ | ------------------------------------------ | --------------------- | ------------------------ | -------- | ----- |
| 2019年 | 新北市紀錄片獎                             | 年度優選影片          | 《何處惹塵埃》           | 優選     | [ 2 ] |
| 2019年 | 香港國際紀錄片節                           | 華語紀錄片競賽-長片組 | 《回家的理由》           | 亞軍     | [ 3 ] |
| 2020年 | 2020年臺北電影獎                           | 最佳紀錄片            | 《回家的理由》           | 提名     |       |
| 2020年 | 美國聖地牙哥紀錄片影展                     |                       | 《回家的理由》           | 入選     | [ 4 ] |
| 2020年 | GZDOC金紅棉影展                            |                       | 《回家的理由》           | 入選     |       |
| 2020年 | SVA NewYork 視覺藝術學院                   | 課程映演精選片        | 《回家的理由》           | 入選     |       |
| 2020年 | 廣州國際紀錄片節                           | 紀實影像週            | 《回家的理由》           | 指定選片 |       |
| 2020年 | 清華大學                                   | 夜貓子電影院影展      | 《回家的理由》           | 指定選片 |       |
| 2021年 | 台灣紀錄片工會                             | 專題放映講座          | 《回家的理由》           | 指定選片 |       |
| 2021年 | 《VICE》全球REAL IMAGE COLLECTION 真實影像 | 甄選專欄選片          | 《回家的理由》           | 入選     |       |
| 2021年 | 神腦紀錄片競賽                             | 一般組                | 《何處惹塵埃》           | 冠軍     | [ 5 ] |
| 2023年 | 2023年台北電影獎                           | 最佳紀錄片            | 《從那天起我們開始哭泣》 | 提名     |       |
| 2022年 | 金馬影展                                   |                       | 《從那天起我們開始哭泣》 | 入選     | [ 6 ] |

## 外部連結
- 翼手龍整合行銷官方網站 （页面存档备份，存于）
- 翼手龍整合行銷的Facebook專頁
- 翼手龍整合行銷的Instagram專頁
- 翼手龍整合行銷的Vimeo專頁 （页面存档备份，存于）
- 張明右在TaiwanDocs台灣紀錄片資料庫上的簡介 （页面存档备份，存于）